# Subulura
Subulura ist eine Gattung der Spulwürmer mit über 60 Arten.

## Merkmale
Subulura sind Subuluridae, deren Mundhöhle im Querschnitt rund oder sechseckig ist. Die Spicula sind voll kutikularisiert. Der Genitalsaugnapf ist ohne Kutikula-Erhabenheiten. Zervikalflügel sind generell vorhanden.

## Lebenszyklus
Die Eier werden mit dem Kot ausgeschieden und vom Zwischenwirt (Gliederfüßer wie Käfer oder Heuschrecken) aufgenommen. In ihm entwickelt sich binnen zwei Wochen die ansteckende Larve 3. Nach Aufnahme des Zwischenwirts durch den Endwirt wandern die Larven in das Lumen des Blinddarms. Die Präpatenz beträgt sechs bis acht Wochen.

## Systematik
Das Interim Register of Marine and Nonmarine Genera weist folgende Arten aus:
- Subulura acuticauda Linstow, 1901
- Subulura acutissima Molin, 1860
- Subulura alii Ilyas, 1982
- Subulura amazonica Pereira & Machado Filho, 1968
- Subulura amherstii Azim, 1931
- Subulura bolivari Lopez-Neyra, 1922
- Subulura brumpti Lopez Neyra, 1922
- Subulura chauhani (Pandey & Lata-Rajvanshi, 1984)
- Subulura citelli Sulimov, 1961
- Subulura curvata Linstow, 1883
- Subulura dentigera Ortlepp, 1937
- Subulura differens Sonsino, 1890
- Subulura distans
- Subulura elongata Seurat, 1914
- Subulura forcipata Rudolphi, 1819
- Subulura fotedari Gupta, 1982
- Subulura funambuli (Arya, 1987)
- Subulura funambuli Bharatha Lakshmi, Hamumantha Rao & Shyamasundari, 1986
- Subulura gallopavonis Lopez-Neyra, 1945
- Subulura galloperdicis Baylis & Daubney, 1922
- Subulura glaucidii Lopez-Neyra, 1945
- Subulura gubernaculi
- Subulura halli Barreto, 1917
- Subulura hatinhensis Phan, 1969
- Subulura indica Khera, 1956
- Subulura interrogans Lent & Freitas, 1935
- Subulura kanpurensis Gupta, 1982
- Subulura kirani (Kumar-Tewari, 1981)
- Subulura lacertilia Vicente, Van-Sluys, Fontes & Kiefer, 2000
- Subulura leprincei Gendre, 1909
- Subulura linstowi Sprehn, 1932
- Subulura longispicula Wang, 1980
- Subulura minetti
- Subulura olympioi Barreto, 1918
- Subulura otidis Ortlepp, 1938
- Subulura papillosa Molin, 1860
- Subulura perdicularia Dey Sarkar, 1999
- Subulura plotina Baylis, 1919
- Subulura poculum Linstow, 1909
- Subulura prosimiae Baer, 1935
- Subulura reclinata Rudolphi, 1819
- Subulura recurvata Linstow, 1901
- Subulura rimula Linstow, 1903
- Subulura saloumensis Diouf, Tidiane-Ba, Marchand & Faye, 1998
- Subulura schebeni Linstow, 1909
- Subulura seurati Barreto, 1917
- Subulura similis Gendre, 1909
- Subulura sisoworonki Ivanitzky, 1940
- Subulura skrjabinensis Borgarenko, 1960
- Subulura skrjabini Semenov, 1926
- Subulura strongylina Rudolphi, 1919
- Subulura subulata Rudolphi, 1819
- Subulura suctoria Molin, 1860
- Subulura taiwanensis Yamaguti, 1935
- Subulura tetraogalli Spaul, 1929
- Subulura travassosi Barreto, 1918
- Subulura tulsidasi Dey Sarkar, 1995
- Subulura turdoideae Soota & Dey Sarkar, 1981
- Subulura turkmenica
- Subulura turnicis Maplestone, 1931
- Subulura visakhapatnamensis Bharata-Lakshmi, Hanumantha-Rao & Shyamasundari, 1988

Synonyme sind Kaszabospirura Meszaros, 1975, Latibuccana Patwardhan, 1935, Murisubulura Quentin, 1970, Paraheterakis Nama & Jain, 1974, Subulara Drasche, 1883 und Tepuinema Diaz-Ungria, 1964.